# Международное агентство по изучению рака

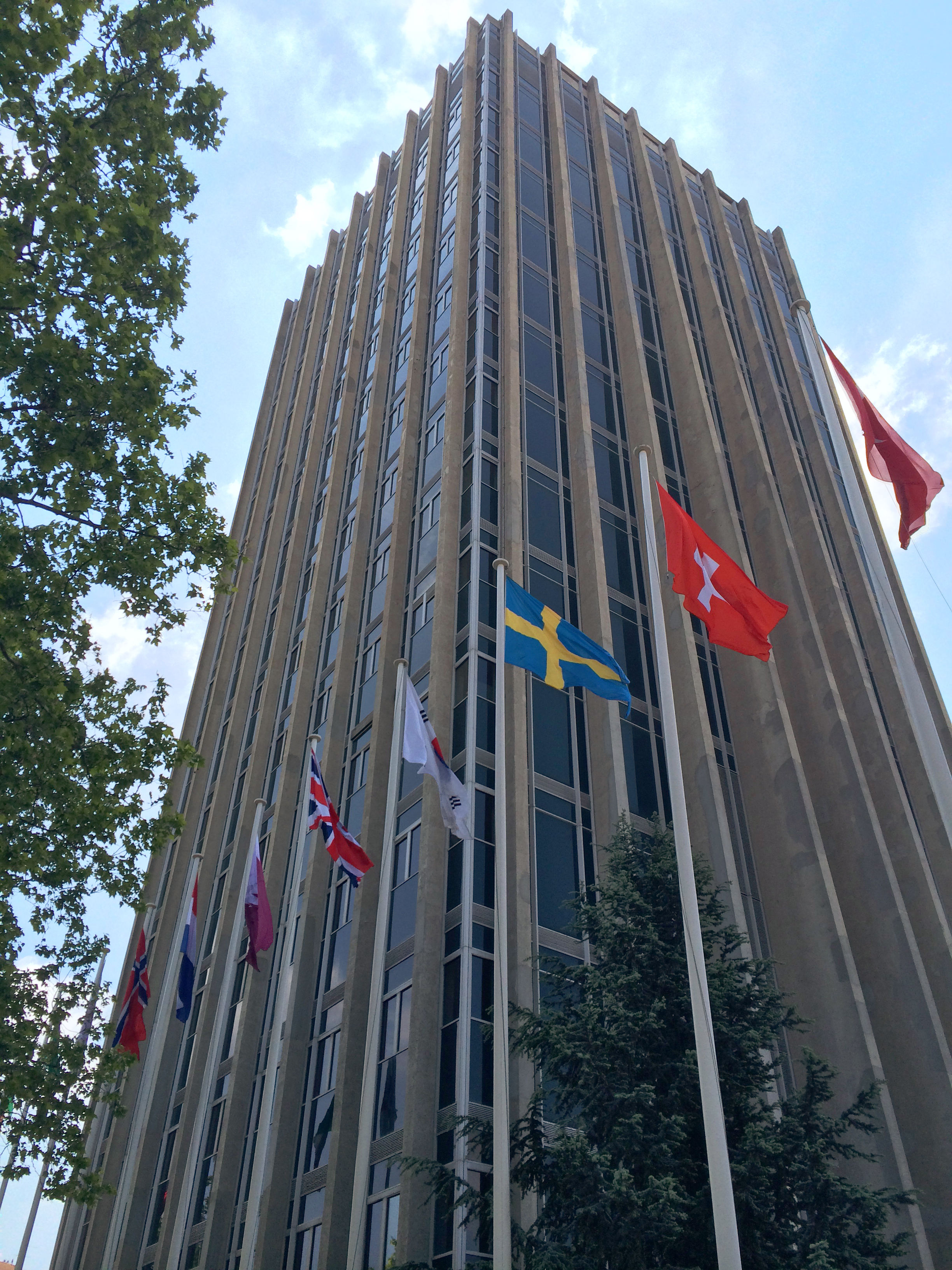

Международное агентство по изучению рака (МАИР, англ.  International Agency for Research on Cancer (IARC), фр.  Centre International de Recherche sur le Cancer (CIRC)) — международная научно-исследовательская организация, часть Всемирной организации здравоохранения — одного из специализированных учреждений Организации Объединённых Наций. Штаб-квартира агентства находится в городе Лион во Франции.
МАИР занимается координацией и проведением исследований причин онкологических заболеваний у людей и механизмов канцерогенеза, а также разработкой научных стратегий борьбы против рака. Оно участвует в проведении эпидемиологических и лабораторных исследований и распространении научной информации с помощью публикаций, совещаний, учебных курсов и стипендий.
Основной целью, которую ставит перед собой Международное агентство по изучению рака, является всяческое содействие международному сотрудничеству в области научных исследований в области онкологии. Для этого, организация обеспечивает планирование и контроль научных исследований в области онкологии связанных с этиологией рака, лечения и профилактики онкологических заболеваний. В задачи Международного агентства по изучению рака также входит обучение и подготовка кадров для онкологии, осуществление силами сотрудников агентства научных разработок и проектов.
Программу научной деятельности организации определяет научный совет.
Агентство регулярно публикует серию монографий по актуальным вопросам онкологии и результатам проведенных исследований.

## История
Международное агентство по изучению рака (МАИР) создано 20 мая 1965 года на 18-й сессии Всемирной ассамблеи здравоохранения под патронатом Всемирной организации здравоохранения и в развитие инициативы президента Франции Шарля де Голля, предложившего выделить на борьбу против рака до 0,5 % расходов развитых стран на военные цели. Основателями организации стали пять стран: ФРГ, Франция, Италия, Великобритания и США.
В настоящее время членом МАИР является 22 государства — пять стран-учредителей, а также: Австралия, Австрия, Бельгия, Дания, Канада, Индия, Ирландия, Испания, Норвегия, Нидерланды, Республика Корея, Российская Федерация, Финляндия, Швеция, Швейцария, Япония и Турция.

## Структура
В настоящее время, в Международном агентстве по изучению рака функционируют шесть отделов:
- эпидемиологии и биологической статистики
- отдел изучения онкогенных веществ окружающей среды
- биологического онкогенеза
- химического онкогенеза
- отдел подготовки кадров
- отдел по координации междисциплинарных научно-исследовательских программ

## Классификация канцерогенных факторов
Экспертами МАИР разработана классификация факторов различной природы (химических, физических, биологических) на канцерогенную активность по отношению к человеку.
МАИР категоризировало вещества, смеси и факторы воздействия на пять категорий:
- Категория 1: канцерогенные для человека.
- Категория 2A[англ.]: весьма вероятно канцерогенные для человека.
- Категория 2B[англ.]: вероятно канцерогенные для человека.
- Категория 3[англ.]: не классифицируемые как канцерогенные для человека.
- Категория 4: не канцерогенные для человека.

- В группу 1 включаются соединения, группы соединений, производственные процессы или профессиональные воздействия, а также природные факторы, для которых существуют достоверные сведения о канцерогенности для человека. В исключительных случаях, в эту же группу относят факторы, для которых нет достаточных свидетельств в пользу канцерогенности для человека, однако существуют убедительные доказательства канцерогенности для животных, и канцерогенность обеспечивается за счет известных механизмов[3].
- В группе 2 объединяются факторы, вероятно канцерогенные для человека.
В подгруппу 2А включаются факторы, для которых существуют ограниченные свидетельства (или их недостаточно) в пользу канцерогенности для человека, и достаточные свидетельства в пользу канцерогенности для животных[3].
В подгруппу 2B включаются факторы, для которых существуют ограниченные свидетельства (или их недостаточно) в пользу канцерогенности для человека, и почти достаточные свидетельства в пользу канцерогенности для животных.[3]
- В группу 3 включаются факторы, для которых недостаточно данных в пользу канцерогенности для человека и существуют ограниченные свидетельства в пользу канцерогенности для животных[3].
- В группу 4 включаются факторы, для которых существуют убедительные доказательства отсутствия канцерогенности для человека (к таким факторам эксперты МАИР отнесли пока лишь вещество капролактам)[3][4].

## МАИР и Россия
В 1992 году Россия была лишена права голоса на сессиях Руководящего Совета Международного агентства по изучению рака в связи с задолженностью по членским взносам в бюджет этой организации.
В 2006 году правительство РФ распорядилось восстановить членство РФ в МАИР с 2007 года с ежегодной уплатой членских взносов и погашением задолженности в размере более $9 миллионов в течение 10 лет.
В апреле 2007 года в Лионе министром здравоохранения РФ Михаилом Зурабовым и директором МАИР Питером Бойлом было подписано соглашение о восстановлении сотрудничества. Россия заплатила свой взнос в размере 997,7 тысяч долларов и получила в виде грантов от ЕС и МАИР 1,3 миллиона долларов на два совместных проекта, начатых в 2003 году в рамках программы «Профилактика социально значимых неинфекционных болезней, улучшение здоровья и снижение смертности населения России». В связи с подписанием соглашения Михаил Зурабов признал, что ряд проблем российского здравоохранения связан с ослаблением международных контактов в научной области и заявил, что пора «возвратиться к активному сотрудничеству».